# Bundling
Bundling är ett begrepp inom detaljhandeln, och avser inkluderandet av mjukvara i priset för försäljningen av hårdvara. Bundling förekommer ofta vid försäljning av spelkonsoler och datorer, produkter som i sig inte kan användas om ingen form av mjukvara finns att tillgå. Vid försäljningen av spelkonsoler bundlas således ofta enskilda spel i konsolens förpackning; vid försäljningen av datorer bundlas ofta ordbehandlingsprogram, vilka annars köpes separat.